# Brudersdorf (Dargun)
Brudersdorf ist ein Ortsteil der Stadt Dargun im Landkreis Mecklenburgische Seenplatte in Mecklenburg-Vorpommern.

## Geografie und Verkehrsanbindung
Brudersdorf liegt nordöstlich des Stadtkerns von Dargun an der Kreisstraße K 11. Südlich verläuft die B 110. Nordöstlich fließt die etwa 70 km lange Trebel und erstreckt sich das 835 Hektar große Naturschutzgebiet Trebeltal.

## Sehenswürdigkeiten
Als Baudenkmale sind ausgewiesen (siehe Liste der Baudenkmale in Dargun#Brudersdorf): 
- die Kirche mit Feldsteinmauer und Pfarrallee
- Pfarrhaus mit Wirtschaftsgebäude (Dorfstraße 17)
- Kriegerdenkmal 1914/1918
- Meilenstein (Allee nach Dargun, kurz hinter Brudersdorf links)
- Bauernhof mit Bauernhaus, Scheune und Stall (Dorfstraße 24)
- Bauernhaus (Dorfstraße 59/60)
- Bauernhaus mit Scheune von 1906 (Dorfstraße 91)
- Bauernhaus (Dorfstraße 112/113)
- Bauernhaus (Dorfstraße 116, Ortsteil Ausbau Brudersdorf)
- Bauernhaus (Dorfstraße 117, Ortsteil Ausbau Brudersdorf)
- Scheune (Dorfstraße 88)
- Landarbeiterhaus (Dorfstraße 69/70)
- Büdnerei (Dorfstraße 38)
- Schmiede (Dorfstraße 101)